# Международно-правовое регулирование труда
Международно-правовое регулирование труда — регламентирование с помощью международных соглашений государств (многосторонних и двухсторонних договоров) и других международно-правовых средств вопросов, связанных с применением труда, улучшением его условий, охраной труда, защитой индивидуальных и коллективных интересов работников.

## Понятие международно-правового регулирования труда
Формальным выражением международно-правового регулирования являются нормы (стандарты труда), закрепленные в актах, принятых ООН, МОТ, региональными объединениями государств в Европе, Америке, Африке, на Ближнем Востоке, а также в двухсторонних соглашениях различных государств.
Содержание международных стандартов труда, особенно универсального значения, принятых ООН и МОТ, — концентрированное выражение мирового опыта. Эти нормы — объект внимательного изучения, заимствования, практического использования в качестве признанного в цивилизованном мире эталона, своего рода международного кодекса и права.
Согласно ч. 4 ст. 15 Конституции РФ, общепризнанные принципы и нормы международного права и международные договоры РФ являются составной частью её правовой системы, причём международные договоры, подписанные и ратифицированные Россией, имеют приоритет перед внутренним законодательством.
Из этого положения следует, что определенная часть международных норм труда, а именно та, которая воплощает общепризнанные нормы и принципы международного права а также конвенции и другие международные акты по труду, ратифицированные РФ, приобретают значение внутреннего российского закона и должны применяться судами и другими российскими органами непосредственно, наравне с внутренним законодательством.
Сегодня можно выделить следующие основные направления воздействия международных трудовых стандартов на российское трудовое право:
1. Прямое применение международных актов в случае их ратификации Российской Федерацией;
2. Реализация положений ратифицированных и нератифицированных международных актов путём издания соответствующих актов внутреннего законодательства